# 조목
조목(趙穆, 1524년 ~ 1606년)은 조선 중기의 문신, 학자이다. 본관은 횡성(橫城), 자는 사경(士敬), 호는 월천(月川)이다.

## 생애
이황(李滉)의 문인으로 명종 때 생원시에 합격하여 성균관 유생이 되어 유교를 공부하였다. 1571년 선조 때 공릉 참봉에 임명되었으나 사퇴하였으며, 1576년 봉화 현감을 거쳐 1594년 군자감 주부로서 일본과의 강화를 반대하는 상소를 올렸다. 1601년 사재감정을 거쳐 공조 참판에 이르렀다. 생활이 무척 빈곤하였으나 오직 학문에만 전심하여 대학자로서 존경을 받았다.
문장과 글씨에도 뛰어났으며, 저서로 <월천집>과 성현의 훈화(訓話)를 기록한 <곤지잡록>이 있다.